# 羅熱韋 (舊桑博爾區)
49°33′55″N 22°50′14″E / 49.56528°N 22.83722°E
羅熱韋（烏克蘭語：Рожеве），是烏克蘭西部的村莊，隸屬利維夫州的桑比爾區。該村面積0.55平方公里，海拔高度290米，2001年人口257，人口密度每平方公里463.9人。